# 12515 Suiseki
12515 Suiseki è un asteroide della fascia principale. Scoperto nel 1998, presenta un'orbita caratterizzata da un semiasse maggiore pari a 2,4381364 au e da un'eccentricità di 0,1374484, inclinata di 4,95394° rispetto all'eclittica.
L'asteroide è dedicato all'omonima arte giapponese.